# 宁锦之战
宁锦之战是天啟七年（1627年）五月明朝和后金之间在宁远和锦州一带进行的一场战役，结果明军取得胜利，这是宁远之战后明军对后金军第二次取得城市攻防战的胜利。

## 戰役經過
天啟七年（1627年）五月，皇太极率军进攻赵率教驻守的锦州，不克，又进攻袁崇焕和祖大寿、满桂驻守的宁远，又不克，后金军转而又回攻锦州，依然战败，皇太极只得率军撤退。
宁锦之战中，明军再次贯彻天啟六年正月（1626年）宁远之战中的凭坚固守，并同样再次使用了红夷大炮，使得后金军队的骑兵长处无法发挥，从而验证了关宁锦防线的有效性，明朝将此役称为“宁锦大捷”。
明天启七年（1627年）五月，皇太极亲率后金军队包围锦州，进而攻打宁远（今辽宁兴城）。袁崇焕等率明军固守，城得保全。是月十一日，后金军队直抵锦州，四面合围后绕过锦州南下，攻克防线中的诸多堡垒，掠其物资。巡抚袁崇焕认为守卫宁远的明军主力不能随意调动，于是挑选精锐骑兵4000，令尤世禄、祖大寿统率，绕至后金军队后方，又另外派遣水师东出相牵制。世禄、大寿等将行，后金军大军已抵宁远城下。袁崇焕与中官刘应坤、副使毕自肃督将士登陴守战，列营濠内，集中大炮猛烈轰击后金军队。而世禄、大寿等率军大战城外，士卒多死，仍力战不退。后金遂解宁远围，增兵围锦州，据说士卒损伤无数，然锦州终不可破。王在晋声称毛文龍此時率東江軍直逼遼陽，後金被迫退兵後撤回援。（《三朝辽事实录》卷十八，天启七年八月），但其故意篡改了毛文龙袭击后金的时间，实际上是发生在天启六年五月，毛文龙派出的袭击部队惨败于鞍山驿之战。袁崇煥本人事後虽然也称“孰知毛文龍徑襲遼陽，旋兵相應，使非毛帥搗虛，錦寧又受敵矣！毛帥雖被創兵折，然數年牽制之功，此為最烈！”，但袁实际上是在嘲讽毛文龙作战不力，却还要抢功。“此贼数十年未经一创，况损于我而偿于西虏与毛帅，奴气又复振，能一刻忘臣哉。”（《两朝从信录》卷三十一，天啟六年八月，遼東巡撫袁崇煥奏言）。时称宁锦大捷。

## 戰役之後
宁锦之战后， 袁崇焕受到督饷御史刘徽、河南道御史李应荐等交章弹劾，要求“从重议处”（一不救锦州为“暮气”。二是主款议和，招致后金东侵朝鲜，西征宁锦。）——《天启七年七月实录》
袁崇焕于七月一日上“乞休疏”，以有病为由，申请辞官回籍调理。在魏忠贤的唆使下，熹宗很快就批准了他的申请，写道：袁崇焕“疏称抱病，情词恳切，准其回籍调理”。张伯桢辑：《袁督师遗集》，卷1。他在李应荐的奏本中又批道：“袁崇焕暮气难鼓，物议滋至，已准其引疾求去。”